# Achird
Achird (Eta Cassiopeiae / η Cas) es un sistema de estrellas situado en la constelación de Casiopea, a 19,37 años luz de distancia a nuestro sol.
La estrella principal del sistema, η1, es una enana amarilla con una magnitud aparente de +3,45 de la clase espectral G3V. Su luminosidad es 1,3 veces superior a la del Sol, con un diámetro apenas un 15% superior al de nuestra estrella, y sólo 1,07 veces más masiva, todo lo cual la hace muy similar a ella (que pertenece a la clase espectral G2V). Algunos autores pensaron que sería una binaria espectroscópica de 9 días de período, pero ello ya ha sido descartado.
Su compañera, η 2, es una enana naranja de la clase espectral K7V y magnitud aparente de +7,51. Su luminosidad es de 0,07 veces la solar, su radio de la mitad del Sol, y tiene 0,42 veces la masa de nuestro astro.
Las dos estrellas giran alrededor de su centro de masas en una órbita de 480 años de período, y una separación media de 71 unidades astronómicas, aunque la elevada excentricidad orbital hace que tal separación varíe entre 36 unidades astronómicas y 107 unidades astronómicas. 
El sistema Eta Cassiopeiae está en la lista de estrellas parecidas al Sol que podrían tener planetas similares al nuestro y que serán investigados por el Terrestrial Planet Finder; sin embargo, las búsquedas de planetas extrasolares hasta la fecha no han encontrado ninguno, y la baja metalicidad del sistema —apenas algo más de la mitad de la existente en nuestro Sol— ha hecho pensar que no parezca muy probable que haya planetas allí. 
Existen además seis componentes ópticos, que en realidad se encuentran a mucha mayor distancia que η1 y η 2.